# Malá scéna Nového německého divadla
Malá scéna Nového německého divadla (německy Kleine Bühne, Neues deutsches Theater in Prag), v roce 1941 přejmenovaná na Komorní divadlo (Kammerspiele) byla německá malá scéna, jejíž budova se nacházela v zadní části zahrady pozemku tehdejšího Německého domu (dnešního Slovanského domu). V letech 1923–1944 sloužila německému profesionálnímu divadlu. Po druhé světové válce bylo divadlo spolu s Německým domem konfiskováno a stalo se majetkem československého státu. Novým vlastníkem budov se stalo město Praha.

## Historie
V roce 1908 si nechal spolek Deutsches Haus (dříve Deutsches Casino) postavit na Novém Městě (Praha 1) svůj nový spolkový a nájemní dům U tří jezdců (Zu den drei Reitern), Senovážné nám. čp. 869 na místě zbouraného domu ze 17. století. Autorem projektu byl pražský německý architekt Josef Zasche (1871–1957), stavbu provedl stavitel Anton Möse. Do štítu nové stavby ve stylu geometrické secese přenesl architekt znamení z barokního domu. Ve dvoře domu působila od roku 1921 provizorně scéna pražského německého divadla Kleine Bühne. Do divadla byl přístup skrze pasáž domu č. 29/866 z dnešního Senovážného náměstí a vcházet se dalo rovněž přímo z chodby domu „U tří jezdců“ č. 28/869.

## Budova
V letech 1923–1924 proběhla přestavba dosavadního sálu podle projektu Josefa Zascheho. Zazděním tří oken na fasádě do dvora a přístavbou předsíně vznikl nový vchod s výrazným trojúhelným štítem, foyerem na jedné straně a jevištěm na straně druhé. Vznikla tak nová divadelní budova v umírněném novoklasicistním stylu dvacátých let 20. století.
V roce 1929 byla k jevišti přistavěna střízlivá funkcionalistická dvoupatrová budova s obsluhujícími místnostmi podle projektu českého, německy hovořícího architekta Alfreda Pollaka. V přízemí se vcházelo do sálu z foyeru se šatnou nebo z přilehlé úzké, 12,5 metrů dlouhé chodby přístupné třemi vchody. Schodištěm byl umožněn přístup na balkón. Pro opuštění divadla bylo možno použít i dva přímé východy z chodby.
Svažité hlediště bylo 22,5 m dlouhé, 10 m široké a 7 m vysoké. V přízemí bez lóží bylo 278 a na balkóně 105 míst k sezení. V divadle nebylo orchestřiště ani propadla. Pod budovou se nacházelo skladiště, místnost pro osvětlovače, rekvizitárna a další místnosti. Přistavěná menší budova spojená přímým vchodem s jevištěm sloužila jako truhlárna a skladiště. V prvním patře budovy byly umístěny kanceláře a šatny. Interiér divadelního sálu se opakovaně upravoval, v roce 1940 proběhla celková rekonstrukce budovy.
V rámci rekonstrukce Slovanského domu byla v červenci roku 1999 budova divadla na Senovážném náměstí zbourána. Pro četné stavební úpravy nebyla zapsána jako nemovitá kulturní památka.

## Využití
- 1923–1944 Kleine Bühne, Neues deutsches Theater in Prag (od roku 1941 jako Kammerspiele)
- 1945–1949 Divadlo mladých pionýrů
- 1950–1987 Ústřední loutkové divadlo
- 1987–1988 Divadlo U věže
- 1988–1991 Divadlo U Jindřišské věže
- 1991–1999 Minor – Divadlo herce a loutky[4]

První české představení se v divadle Kleine Bühne konalo 7. července 1945, kdy scénu na krátko zabrala činohra Divadla 5. května. Budova divadla na Senovážném náměstí byla v rámci rekonstrukce Slovanského domu v červenci roku 1999 zbourána a Divadlo Minor přesídlilo na novou adresu ve Vodičkově ulici.

## Galerie

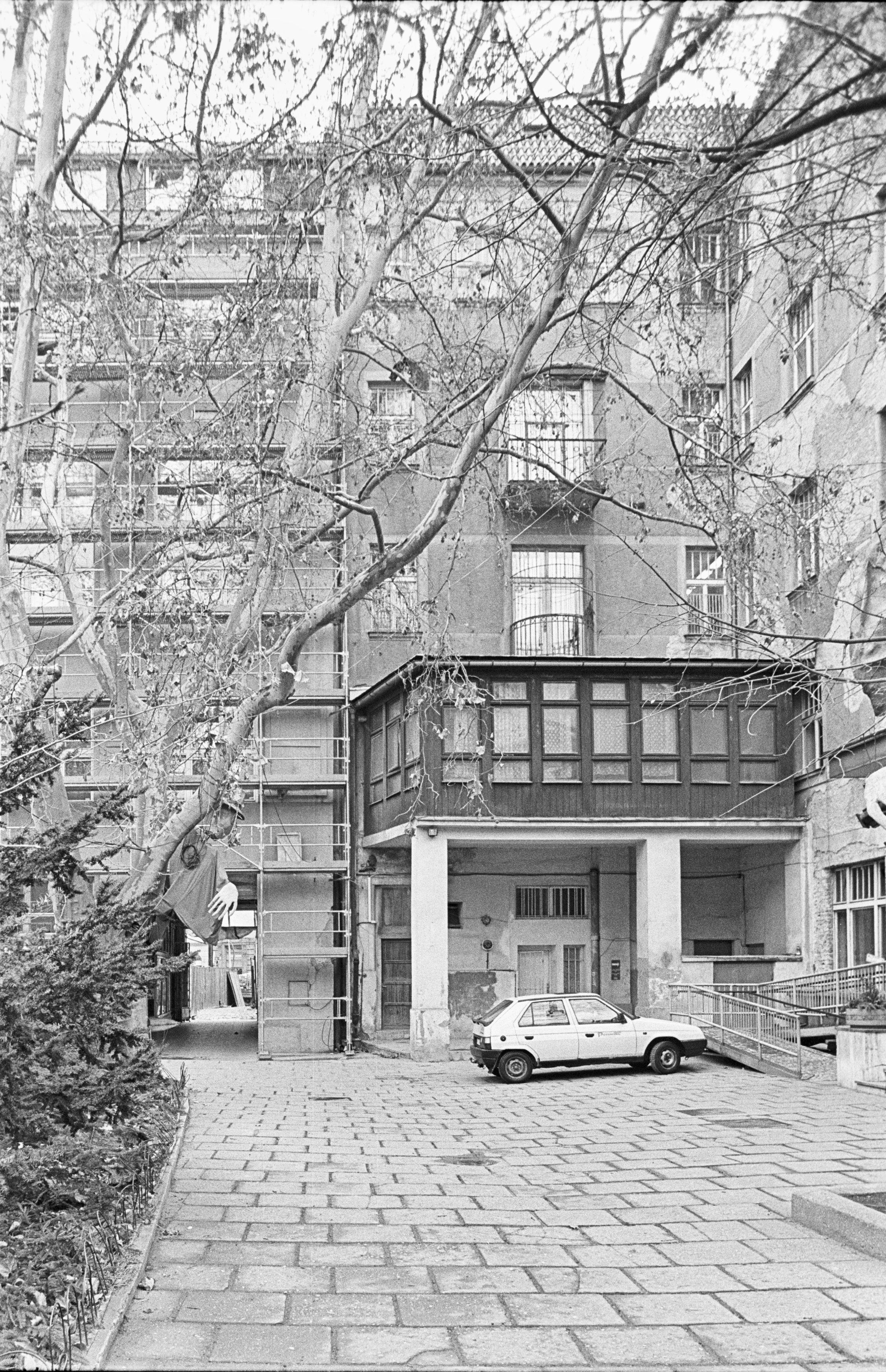
Dům U Tří jezdců, dvorní průčelí, stav v roce 1998, před přestavbou Slovanského domu
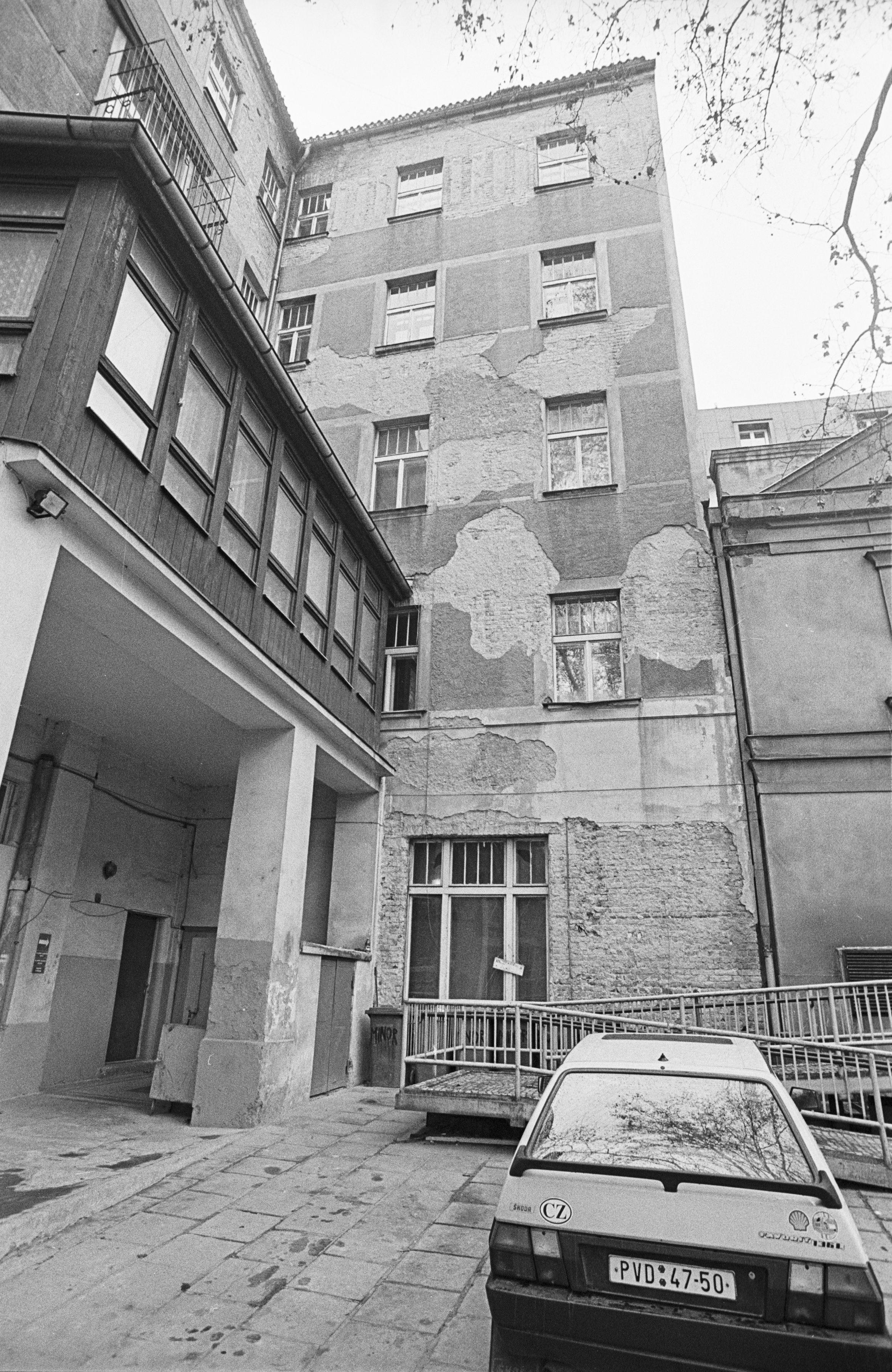
Pohled ze dvora, stav v roce 1998, před přestavbou Slovanského domu (vpravo navazuje Malá scéna Nového německého divadla)